# Wioślarstwo na Letnich Igrzyskach Olimpijskich 1972
Wioślarstwo na Letnich Igrzyskach Olimpijskich 1972 w Monachium rozgrywane było w dniach 27 sierpnia – 2 września na torze Regattastrecke Oberschleißheim. W zawodach wioślarskich wzięło udział 440 zawodników z 35 krajów. Startowali tylko mężczyźni. Rozegrano 7 konkurencji.

## Konkurencje
| Konkurencja           | Mężczyźni |
| --------------------- | --------- |
| jedynka               | M1x       |
| dwójka podwójna       | M2x       |
| dwójka bez sternika   | M2-       |
| czwórka bez sternika  | M4-       |
| dwójka ze sternikiem  | M2+       |
| czwórka ze sternikiem | M4+       |
| ósemka ze sternikiem  | M8+       |

## Medaliści
| Konkurencja           | Złoto | Rezultat | Srebro | Rezultat | Brąz | Rezultat |
| Jedynka               | ZSRR · Jurij Małyszew | 7.10,12  | Argentyna · Alberto Demiddi | 7.11,53  | NRD · Wolfgang Güldenpfennig | 7.14,45  |
| Dwójka podwójna       | ZSRR · Aleksandr Timoszynin · Giennadij Korszykow                                                                                                | 7.01,77  | Norwegia · Frank Hansen · Svein Thøgersen | 7.02,58  | NRD · Joachim Böhmer · Hans-Ulrich Schmied | 7.05,55  |
| Dwójka bez sternika   | NRD · Siegfried Brietzke · Wolfgang Mager | 6.53,16  | Szwajcaria · Heinrich Fischer · Alfred Bachmann | 6.57,06  | Holandia · Roel Luynenburg · Ruud Stokvis | 6.58,70  |
| Dwójka ze sternikiem  | NRD · Wolfgang Gunkel · Jörg Lucke · Klaus-Dieter Neubert                                                                                        | 7.17,25  | Czechosłowacja · Oldřich Svojanovský · Pavel Svojanovský · Vladimír Petříček                                                                                     | 7.19,57  | Rumunia · Ștefan Tudor · Petre Ceapura · Ladislau Lovrenschi | 7.21,36  |
| Czwórka bez sternika  | NRD · Frank Forberger · Dieter Grahn · Frank Rühle · Dieter Schubert                                                                             | 6.24,27  | Nowa Zelandia · Dick Tonks · Dudley Storey · Ross Collinge · Noel Mills                                                                                          | 6.25,64  | RFN · Joachim Ehrig · Peter Funnekötter · Franz Held · Wolfgang Plottke | 6.28,41  |
| Czwórka ze sternikiem | RFN · Peter Berger · Hans-Johann Färber · Gerhard Auer · Alois Bierl · Uwe Benter                                                                | 6.31,85  | NRD · Dietrich Zander · Reinhard Gust · Eckhard Martens · Rolf Jobst · Klaus-Dieter Ludwig                                                                       | 6.33,30  | Czechosłowacja · Otakar Mareček · Karel Neffe · Vladimír Jánoš · František Provazník · Vladimír Petříček                                                                    | 6.35,64  |
| Ósemka                | Nowa Zelandia · Tony Hurt · Wybo Veldman · Dick Joyce · John Hunter · Lindsay Wilson · Athol Earl · Trevor Coker · Gary Robertson · Simon Dickie | 6.08,94  | Stany Zjednoczone · Lawrence Terry · Franklin Hobbs · Pete Raymond · Tim Mickelson · Gene Clapp · Bill Hobbs · Cleve Livingston · Mike Livingston · Paul Hoffman | 6.11,61  | NRD · Hans-Joachim Borzym · Jörg Landvoigt · Harold Dimke · Manfred Schneider · Hartmut Schreiber · Manfred Schmorde · Bernd Landvoigt · Heinrich Mederow · Dietmar Schwarz | 6.11,67  |

## Kraje uczestniczące
W zawodach wzięło udział 440 wioślarzy z 35 krajów:
| - Argentyna (19) - Australia (16) - Austria (16) - Belgia (5) - Bermudy (1) - Brazylia (2) - Bułgaria (8) - Chile (1) - Czechosłowacja (21) - Dania (12) | - Francja (18) - Finlandia (3) - Holandia (21) - Irlandia (1) - Japonia (3) - Jugosławia (15) - Kanada (16) - Korea Północna (6) - Kuba (7) - Meksyk (9) | - NRD (26) - Nowa Zelandia (19) - Norwegia (16) - RFN (26) - Polska (16) - Portugalia (3) - Rumunia (9) - Stany Zjednoczone (26) - Szwajcaria (16) - Szwecja (1) | - Urugwaj (3) - Węgry (15) - Wielka Brytania (17) - Włochy (21) - ZSRR (26) |

## Klasyfikacja medalowa
| Lp. | Państwo           |   |   |   | Razem |
| --- | ----------------- | - | - | - | ----- |
| 1.  | NRD               | 3 | 1 | 3 | 7     |
| 2.  | ZSRR              | 2 | – | – | 2     |
| 3.  | Nowa Zelandia     | 1 | 1 | – | 2     |
| 4.  | RFN               | 1 | – | 1 | 2     |
| 5.  | Czechosłowacja    | – | 1 | 1 | 2     |
| 6.  | Stany Zjednoczone | – | 1 | – | 1     |
|     | Argentyna         | – | 1 | – | 1     |
|     | Szwajcaria        | – | 1 | – | 1     |
|     | Norwegia          | – | 1 | – | 1     |
| 10. | Rumunia           | – | – | 1 | 1     |
|     | Holandia          | – | – | 1 | 1     |